# خزعة العظم
خزعة العظم هي إجراء يتم فيه أخذ عينة صغيرة من العظام من الطبقات الخارجية للعظام لفحصها، على عكس خزعة نخاع العظم، والتي تتضمن الجزء الأعمق من العظم. تحتفظ عينة خزعة العظم ببنية العظم عند رؤيتها باستخدام شريحة الفحص التشريحي المرضي.

## طريقة الإجراء
تسمح تقنية خزعة العظم بالتحليل النسيجي لعينات العظام المأخوذة من الحفرة الحرقفية (iliac fosa). لذلك، يمكن أن يوفر تقييمًا مباشرًا لعملية التمثيل الغذائي للعظام في المنطقة. لهذا السبب تعتبر هذه الطريقة تقنية قياسية ذهبية لقياس إعادة تشكيل العظام. يخضع المرضى لوضع العلامات المزدوجة على التتراسيكلين، ثم تُجمع عينات من العظام باستخدام تريفين تحت التخدير الموضعي من الحفرة الحرقفية (iliac fosa) حيث أنها الموقع الوحيد الذي يمكن الوصول إليه بسهولة لخزعة العظم. تخضع هذه التقنية لأخطاء قياس كبيرة؛ بسبب أنها معقدة ومكلفة في تنفيذها وغزوية، مما يعني أنها مؤلمة للمرضى.. لهذه الأسباب، فإن خزعة العظم غير مقبولة بسهولة للمرضى. علاوة على ذلك، فإن الخزعات المتعددة التي تستخدم وسم التتراسيكلين المزدوج ضرورية لنفس المريض لتقييم استجابة العلاج أو تطور المرض. عيب آخر هو أن الحفرة الحرقفية (iliac fosa) قد لا توفر قياسًا حقيقيًا للتغيرات في استقلاب العظام في العمود الفقري القطني أو الورك حيث لوحظت اختلافات كبيرة في تقديرات التمثيل الغذائي للعظام في مواقع هيكلية مختلفة. ريفيل وآخرون يصف قياس المؤشرات المختلفة مثل حجم العظم التربيقي، وحجم العظم، وسطح العظم، وسطح خلايا العظم بانية العظم، وسطح الامتصاص، وجبهة التمعدن، ومؤشر ترقق العظم عن طريق التحليل النسيجي لعينات العظام.
إذا تم الحصول على خزعة مع فحوصات التصوير الطبي، كقاعدة عامة، يجب أخذ الخزعة بعد إجراء جميع التصوير الضروري. يمكن أيضًا استخدام خزعة العظام لمعرفة ما إذا كان هناك سرطان، أو عدوى، أو خلايا غير طبيعية أخرى موجودة في أنسجة العظام.